# NZXT
NZXT é uma fabricante norte-americana de hardware para computador com sede em Los Angeles, Califórnia. A empresa fabrica gabinetes de computador, componentes e acessórios para o mercado de jogos para PC.

## História
A NZXT foi fundada em 2004 por Johnny Hou, produzindo produtos especificamente para a comunidade de construção de PC DIY. O primeiro produto da empresa foi o NZXT Guardian, que era um case com uma moldura frontal de plástico que lembrava brinquedos Transformes e efeitos de iluminação. Ao longo do tempo, eles gradualmente expandia para outras categorias de hardware de computador, incluindo fontes de alimentação do computador, de refrigeração do computador, placas-mãe, e dispositivos de streaming.

## Produto
A NZXT é mais conhecida por seus gabinetes de computador, mas também vende placas-mãe, fontes de alimentação, produtos de refrigeração, iluminação LED e outros acessórios comercializados para jogadores de PC. A empresa projeta e desenvolve seus produtos em Los Angeles, enquanto os fabrica em Shenzhen.

### Cases
A NZXT fabrica gabinetes de PC desde 2003, quando lançou o Guardian. Em 2013, o Phantom 630, 530 e 410 foram lançados.
O S340 foi lançado em 2016 e mais tarde contou com uma colaboração com a Razer. O S340 foi atualizado em 2016 com o S340 Elite, que apresentava um painel lateral de vidro temperado em vez do painel de acrílico do S340 anterior. Uma edição limitada da Hyperbeast do S340 Elite foi lançada posteriormente. Também em 2016, a NZXT lançou o Manta - um chassi mini-ITX que apresentava um design radicalmente diferente em comparação com sua linha de gabinetes na época. Mais tarde, a NZXT e a Razer interromperam sua parceria.
Uma nova linha de cases foi lançada em outubro de 2017, consistindo no H700, H400 e o H200. Têm um design minimalista e são construídos em aço com painéis laterais de vidro temperado. As variantes "i" de cada case vêm com iluminação LED decorativa e um controlador de ventilador.

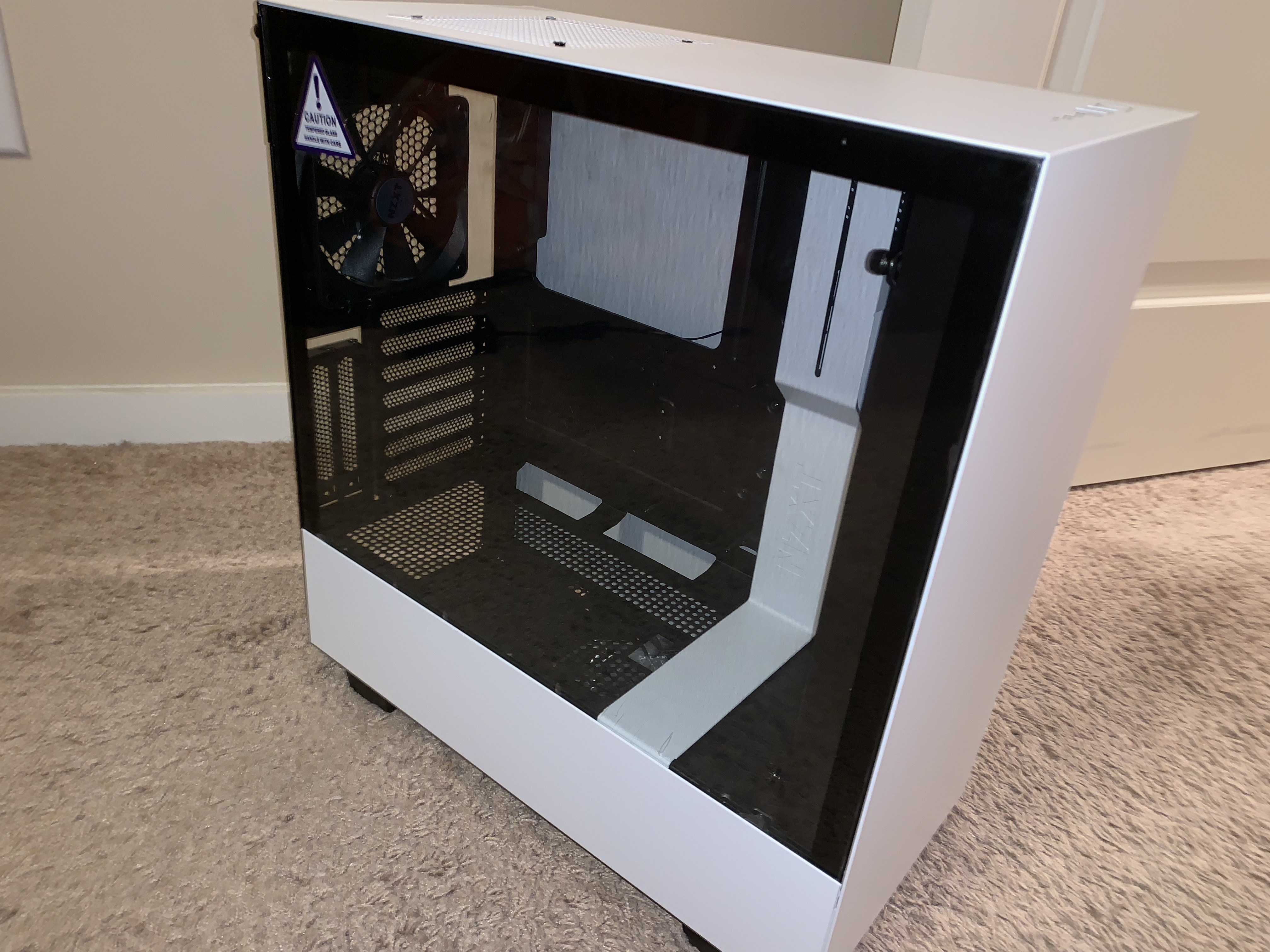
Um case H500i vazio

O case mais barato, o H500, foi adicionado à programação em maio de 2018.
Os gabinetes da série H foram atualizados em maio de 2019. As novas revisões introduziram uma porta USB-C no painel frontal. Um dos gabinetes atualizados, o H510 Elite, adicionou um segundo painel de vidro na frente do gabinete.
Em fevereiro de 2020, a NZXT lançou o H1, um case compacto. Vários meses depois, começaram a surgir relatórios de cases de H1 pegando fogo, que foram relatados pela primeira vez em 30 de novembro de 2020 pelo Gamer's Nexus, um popular canal PC Hobbyist no YouTube. Em 2 de fevereiro de 2021, foi relatado pela PC Gamer que a NZXT removeria o case H1 de sua linha de produtos, até que uma solução permanente pudesse ser feita.

### Resfriamento

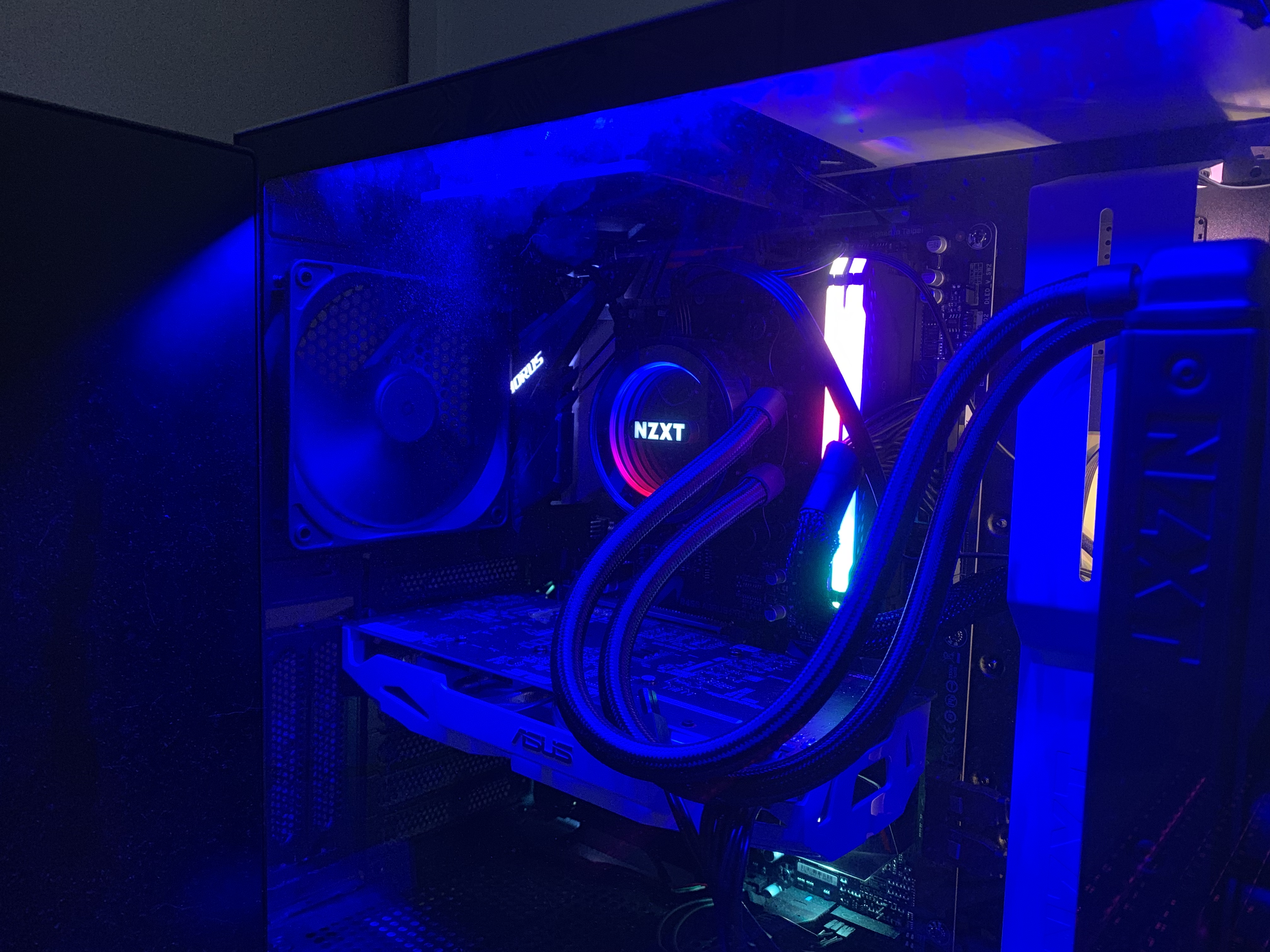
Um watercooler NZXT X52 de 240mm

NZXT tem vários produtos de Watercooler All-in-One em sua linha Kraken. O primeiro deles foi lançado em 2013, nos tamanhos 140mm e 280mm. NZXT desde então lançou várias atualizações para esta linha, incluindo novos coolers em tamanhos de 120mm e 360mm e melhorias para as bombas e radiadores. Mais recentemente, eles lançaram um novo cooler, o Z73, que inclui uma tela de LED personalizável e atualizações para o resto de sua linha de AIO.

### Placas-mãe
A NZXT lançou sua própria linha de placas-mãe para o chipset Z370 da Intel em janeiro de 2018. Ela foi elogiada por seu design minimalista, já que o circuito não é exposto; mas foi inicialmente criticado por seu alto preço. A linha foi atualizada em outubro de 2018 para oferecer suporte ao chipset Z390. As placas-mãe Z390 da marca NZXT foram fabricadas pela Elitegroup enquanto uma Z490 é feita pela ASRock.

### Unidades de alimentação
A NZXT começou a vender fontes de alimentação em 2010, antes de encerrar as vendas em 2016. Eles voltaram ao mercado em julho de 2018 com uma série de fontes de alimentação modulares controladas digitalmente em parceria com a Seasonic.

### Iluminação
NZXT começou a fazer sua própria linha de produtos de iluminação incluindo RGB e controladores de ventilador, underglow, tiras de LED, pentes de cabo RGB, e o sistema de iluminação para desktop Hue 2 ambient v2.

### CRFT
NZXT lançou o primeiro produto em sua linha CRFT, uma série de cases temáticos para pc de edição limitada, em maio de 2018. Eles começaram com um case de parceria com o PlayerUnknown's Battlegrounds, antes de passar para um case temático "Nuka-Cola" Fallout com Bethesda Softworks. Outro case da série PUBG e Fallout foi lançado, bem como cases temáticos de World of Warcraft e Tom Clancy's Rainbow Six.

### Áudio
NZXT começou a vender sua linha de produtos de áudio em novembro de 2019; eles lançaram seus fones de ouvido, mixer de áudio e suporte para fones de ouvido.

### Acessórios para jogos
NZXT lançou seu primeiro produto em sua linha de acessórios de jogos começando com o puck em janeiro de 2017 usado para gerenciamento de cabos e montagem de fone de ouvido. Eles o expandiram mais tarde para incluir mousepads e uma bolsa tipo estilingue.

## BLD
Em 2017, a NZXT lançou um serviço de construção de computadores chamado BLD. O serviço pergunta sobre quais jogos seriam jogados nele, restrições de orçamento e opções personalizadas antes de gerar uma compilação de PC. A construção é vendida pré-montada. Eles oferecem 4 categorias de compilações para PC. Eles são Starter, Mini, Streaming e Creator.